# Club Social y Deportivo Xelajú Mario Camposeco
El Club Social y Deportivo Xelajú Mario Camposeco, conocido simplemente como Xelajú Mario Camposeco, ubicados en la ciudad de Quetzaltenango. Fue fundado el 24 de febrero de 1942   y actualmente juega en la Liga Nacional de Fútbol de la República de Guatemala. Disputa sus partidos de local en el Estadio Mario Camposeco con capacidad para 11.226 espectadores. A nivel histórico, es el cuarto equipo con más títulos de Guatemala, detrás de Comunicaciones, Municipal  y Aurora. El club ha conseguido siete títulos de Liga Nacional, tres torneo de Copa y una Copa Campeón de Campeones.
Es el tercer club que más temporadas ha disputado en la liga mayor solo después del Comunicaciones y Municipal, siendo una institución con gran tradición en el fútbol de Guatemala. Desde que se instauraron los torneos cortos en Guatemala el cuadro altense ha sido el primer equipo departamental que ha desbancado a Municipal y Comunicaciones del primer lugar de la tabla total acumulada de la liga en la temporada 2009/2010.
Los colores que identifican al club son el rojo azul y blanco, utilizados tiempo después de su fundación.  El momento de mayor éxito para el equipo, fue de 1961 a 1964, durante este período consiguieron ganar su primera liga, un año más tarde obtuvieron su primera copa y el título de Campeón de Campeones. En el 2012 tras su participación en la Concacaf Liga Campeones el Xelajú MC fue nombrado el mejor equipo guatemalteco en la clasificación mundial de clubes, de la Federación Internacional de Historia y Estadística de Fútbol (IFFHS).
En 2018 se suscitó la primera huelga de futbolistas en Guatemala, siendo Xelajú uno de los clubes que participaron como apoyo al jugador profesional de fútbol en sus derechos y obligaciones.

## Historia

### Orígenes
Su origen se remonta a sus antecedentes directos: el equipo Germania el cual fue fundado en 1928, nunca se ha comprobado que estos fundadores tuvieran simpatía nazi, como se ha querido dar a conocer por detractores. 10 años después se cambia el nombre del equipo a Asociación Deportiva Independiente de Xelajú (ADIX) Debido a que Xelajú es el nombre milenario de Quetzaltenango, incluso aparece en el libro sagrado de los Mayas "Popol Vuh" como Xelajuj`noj.

Bandera del Estado de los Altos, del cual están inspirados los colores del uniforme del club Xelajú MC.

### Fundación
El Club Social y Deportivo Xelajú  Mario Camposeco fue fundado el 24 de febrero de 1942.
Por los señores Augusto Calderón, Pedro Figueroa, Modesto Rodas, Humberto Mazariegos, Rafael Porres, Nicolás Benitez, Raúl López, Francisco Madrid y los hermanos Enrique y Gustavo Guillén. A raíz de la muerte de su jugador estrella Mario Camposeco en un accidente aéreo, en 1957 se cambia el nombre del equipo al actual.

### Primer Ascenso
El Club Deportivo Xelajú M.C. consigue su ascenso a la Liga Nacional, en una cuadrangular donde solo el primer lugar clasificaba a la máxima categoría, obteniendo resultados como la victoria de 6-4 contra la escuadra de Chiquimula, además del empate sin goles ante Jalapa, lo cual consolidó al combinado quetzalteco en el primer lugar de la misma el 7 de abril de 1957 y por consiguiente formaría parte de la Liga guatemalteca en la temporada 1957/1958.

### Títulos

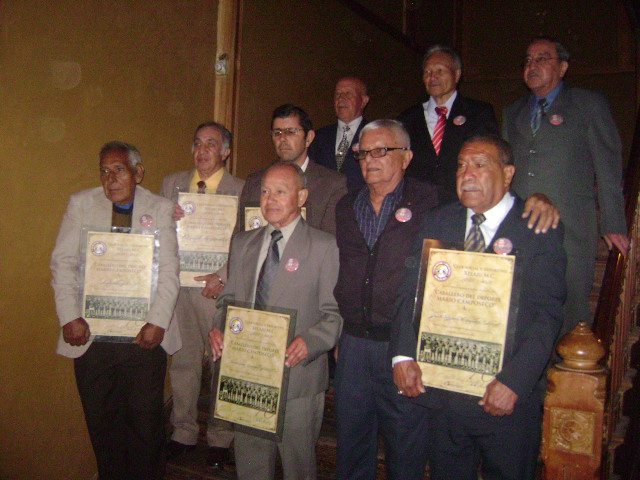
Jugadores del equipo altense que ganaron el campeonato de liga de 1961-1962, homenajeados en 2012 por cumplir 50 años de conseguir la primera luna.

#### El inicio de la gloria
El 18 de noviembre de 1962, en el Estadio Mateo Flores, el equipo disputaba un juego contra el Comunicaciones para definir al campeón de ese año, siendo ganado por el equipo altense por 3 goles a 2, con la polémica de que convalidaron un gol que después de mucho tiempo se llegó a la conclusión de que no fue gol con tres goles del costarricense Rodolfo Chaves Lizano, de esta manera consiguen su primer título oficial. Ese mismo año también logran ganar la Copa de Guatemala ante la Universidad y la Copa Campeón de Campeones.

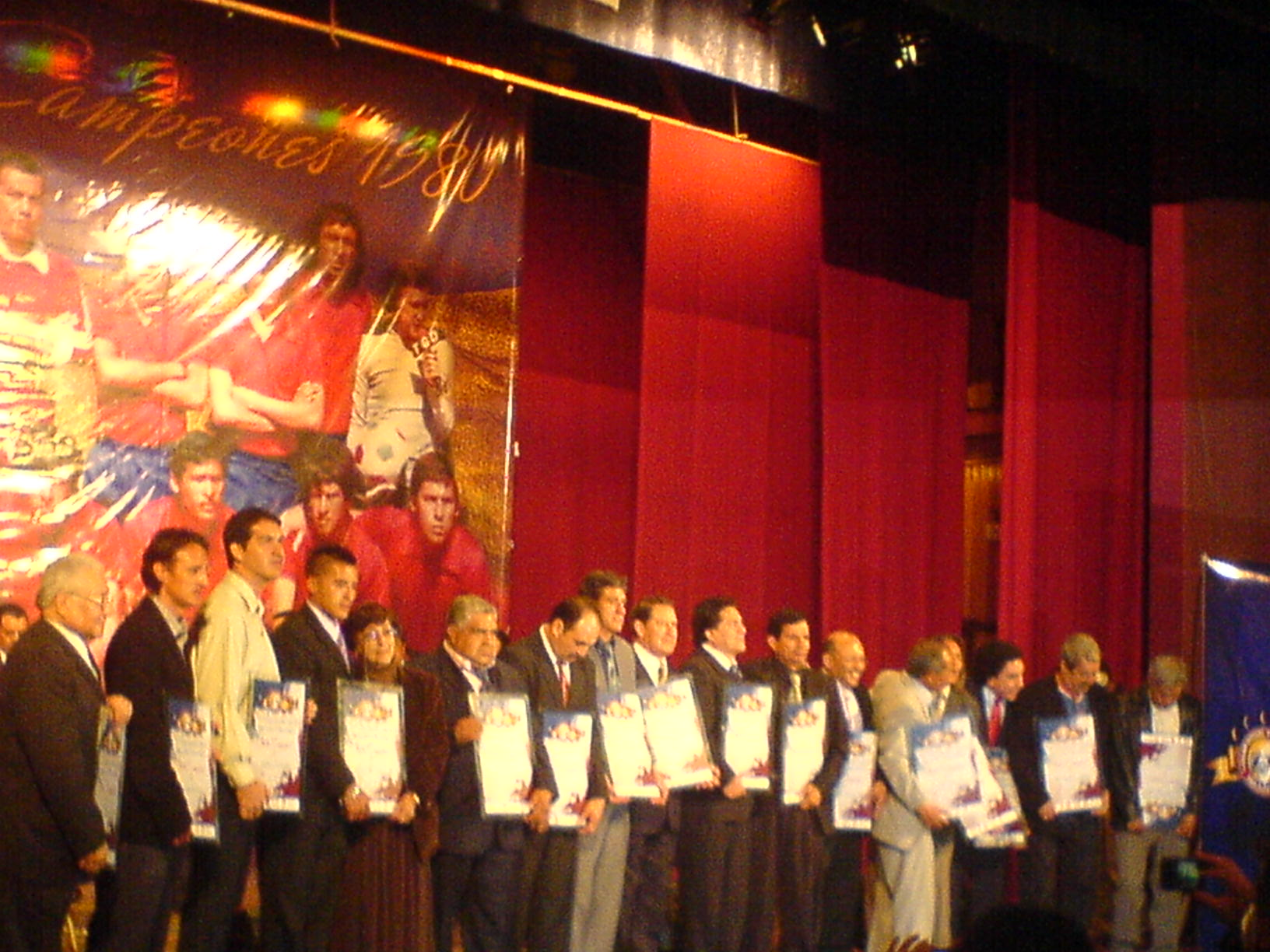
Jugadores del Xelajú MC, campeones del título de liga de 1980.

#### El regreso a la gloria
En los inicios de la época de los 80s,  el equipo logró conquistar su segundo torneo de copa, imponiéndose en la final a Comunicaciones por 4 goles a 1.  Luego de 18 años sin ser campeón, el equipo de Xela empata en puntos con Juventud Retalteca y Comunicaciones en la penúltima jornada del torneo de liga de 1980, luego de que cada equipo jugara su último partido de liga, Xelajú queda empatado con 18 puntos junto a Juventud Retalteca y Comunicaciones, sin embargo Xela se llevaría el título por tener una mejor diferencia de goles, dejando a estos equipos en el segundo y tercer lugar, respectivamente.

#### El pedrerazo
El club conseguiría su tercer título de liga en la temporada 1995-1996, en un juego de desempate a doble partido nuevamente contra Comunicaciones. En el juego de ida el equipo de Xela se impone por 1-0, con gol de Selvin Rivera Galindo. En el partido de vuelta disputado en el Estadio La Pedrera, Comunicaciones logra empatar el marcador, con el cual se obliga al tiempo extra, en el minuto siete del primer tiempo suplementario con gol de oro anotado por el hondureño Mariano Crisanto Meléndez define el título.

#### Primera final de departamentales
En el Torneo Clausura 2007, el equipo se mantuvo en las primeras posiciones de la tabla para poder clasificar entre los 6 primeros en la lucha por el título, en cuartos de final dejó a Heredia Jaguares y en semifinales eliminó al actual campeón Municipal por global de 3-1 en el estadio Doroteo Gamuch. La final a doble partido, la disputó el 26 de mayo contra el Deportivo Marquense, siendo derrotado en el partido de ida por 1-0, remontando en el partido de vuelta con tres goles del costarricense Johnny Cubero y otro del brasileño Israel Silva, dando al club su cuarto título de liga.
El equipo realiza varias contrataciones para afrontar el Torneo Clausura 2010, en el cual clasifica en segundo puesto para la hexagonal, el club logra llegar hasta la final, sin embargo es derrotado por Municipal;. En 2011 el club consigue ganar su tercer torneo de copa, tras vencer al Deportivo Petapa en la final a doble partido por un marcador global de tres goles a uno.

#### La primera luna en casa y la consagración de su generación dorada
En el torneo Clausura 2012 el equipo logra terminar la fase de clasificación en el tercer lugar de la tabla clasificando a la ronda final del torneo, derrotando en los cuartos de final al Heredia Jaguares con marcador global de 7 a 4, para luego enfrentarse en semifinales al Deportivo Marquense, al cual derrota en visita recíproca por marcador global de 2-1, llegando así a disputar la final del torneo ante el Municipal tal como en el 2010 a visita recíproca cayendo en el primer duelo 1-0 en el Estadio Mateo Flores y ganando el segundo 2-1 con goles de Israel Silva y Wilber Caal, teniendo que definir al campeón del torneo en penalties venciendo así por 3-1 con una gran actuación del guardameta costarricense Fernando Patterson deteniendo 3 de 4 penales y anotando 1 obteniendo así su "Quinta Luna".

#### El regreso a la gloria de la mano de la Amarineta
En el torneo Clausura 2023 el equipo logra terminar la fase de clasificación en el tercer lugar de la tabla clasificando a la ronda final del torneo, derrotando en los cuartos de final al Deportivo Mixco con marcador global de 2 a 1, para luego enfrentarse en semifinales al CD Guastatoya, al cual derrota en el global por 3-2 acabando con su llamado caballo negro, llegando así a disputar la final del torneo ante el Antigua GFC, cayendo en el primer duelo 2-0 en el Estadio Pensativo y ganando el segundo juego por 3-0 con goles de Oscar Rai Villa y doblete de Frank De León logrando ganar así su "Sexta Luna" después de once años de la mano de Amarini Villatoro quien suma su tercer título como técnico, recordando que también con Guastatoya suma un bicampeonato en sus vitrinas.

#### Una histórica navidad quetzalteca
En el Apertura 2024, los superchivos lograron terminar la fase de clasificación calificando a la fase final como líderes del torneo, venciendo nuevamente al Deportivo Mixco por 1-0, mismo quien derroto en la jornada final para asegurar el liderato, en semifinales, se volvió a enfrentar al Antigua GFC ganando 2-1 con un violento golazo de Denilson Ochaeta quien rompió el arco de los antigueños para meterse a la final, enfrentándose al CSD Coban Imperial repitiendo la misma dosis de 3-2 en el global con goles de Oscar Rai Villa, el patululense Kevin Ruiz para mandar a prórroga y Hárim Quezada quien logro otra remontada en finales para el cuadro quetzalteco, ganando su séptimo campeonato de liga en su historia, de la cual a su vez, en lo que iba de los torneos cortos, se consagraba por primera vez en un certamen de Apertura y finalizando el año 2024, logrando que el pueblo quetzalteco viva una navidad inolvidable.

## Presidentes
| Período       | Presidente                 |
| ------------- | -------------------------- |
| 1961-1963     | Carlos Enrique Heissemberg |
| 1980-1985     | Raúl Morales               |
| 1985-1989     | Rolando Pineda Lam         |
| 1996-1998     | Guillermo Martini Zimeri   |
| 1998-1999     | Juan Francisco Manrique    |
| 1999-2000     | Pedro Álvarez              |
| 2000-2003     | Jorge Mario Quiñones       |
| 2003-2004     | Rudy Juárez                |
| 2004-2008     | Francisco Santos           |
| 2008-2010     | Juan Fernando López        |
| 2010-2016     | Francisco Santos           |
| 2016-2018     | Duilio Fuentes             |
| 2018-2019     | Francisco Santos           |
| 2019-2021     | Ángel Estuardo Barrios     |
| 2021-presente | José Carlos López          |

### Junta Directiva Actual
- Actualizada el 6 de febrero de 2021.[11]

| Cargo            | Nombre                   |
| ---------------- | ------------------------ |
| Presidente       | José Carlos López        |
| Vicepresidente   | Hugo Macario             |
| Tesorero         | Mario Siliezar           |
| Secretaria       | Denis Barrios            |
| Vocal I          | Abimael Paz              |
| Vocal II         | Eduardo Yax              |
| Vocal III        | Irene Ochoa              |
| Director Técnico | Marvin Amarini Villatoro |

## Jugadores

### Altas Apertura 2024
| Altas                 |               |                         |         |
| Jugador               | Posición      | Procedencia             | Tipo    |
| Rubén Darío Silva     | Portero       | Deportivo Marquense     | Libre.  |
| Gerardo Gordillo      | Defensa       | Comunicaciones          | Libre.  |
| Raúl Calderón         | Defensa       | Deportivo Malacateco    | Libre.  |
| Manuel Romero Galeano | Defensa       | General Caballero       | Libre.  |
| Jesús López           | Mediocampista | Comunicaciones          | Libre   |
| Derrikson Quirós      | Mediocampista | Limón Black Star        | Libre   |
| Ludwin Reyes          | Mediocampista | Deportivo Suchitepéquez | Libre   |
| Lucas Sánchez Muniz   | Mediocampista | Albion Football Club    | Cesión. |
| Romário Da Silva      | Delantero     | Antigua GFC             | Libre.  |
| Steven Cárdenas       | Delantero     | Sporting F.C.           | Libre.  |

### Bajas Apertura 2024
| Bajas            |               |                         |                        |
| Jugador          | Posición      | Destino                 | Tipo                   |
| Joseph Calderón  | Portero       | Bandera de ?            | Retiro.                |
| José Castillejos | Defensa       | Deportivo Suchitepéquez | Rescisión de contrato. |
| Harold Cummings  | Defensa       | Bandera de ?            | Fin de contrato.       |
| Aarón Navarro    | Defensa       | Deportivo Marquense     | Fin de contrato.       |
| Héctor Moreira   | Defensa       | Bandera de ?            | Retiro.                |
| Denilson Oliva   | Defensa       | San Benito FC           | Fin de contrato.       |
| David Chuc       | Mediocampista | Deportivo Marquense     | Fin de contrato.       |
| Jorge Vargas     | Mediocampista | Bandera de ?            | Fin de contrato.       |
| Carlos Santos    | Mediocampista | Deportivo Achuapa       | Fin de contrato.       |
| Rai Villa        | Delantero     | Club Jaiba Brava        | Fin de contrato.       |

### Extranjeros
| Nacionalidad   | N.º | Jugadores |
| -------------- | --- | --- |
| Costa Rica     | 25  | Steven Cárdenas, Derrikson Quirós. Rodolfo Chávez Lizano, Jimmy Vargas,William Sunsing, Alexis Rivera, Alberto Solano, Santos Valverde, Fernando Patterson, Johnny Cubero, Roberto Aguilar, Sergio Morales, Álvaro Aguilar, Allan Alemán, Alejandro Alpízar, Edgar Greaves, Kenner Gutiérrez, Cristhian Lagos, Aarón Navarro, José Carlos Pérez, Josimar Reid, Roberto Porras, Jarol Miranda, Michael Myers, Minor Álvarez. |
| Argentina      | 21  | Javier Pereyra, Nestor Soria, Martín Crossa, Diego De Rosa, Ángel Róman, Ciro Romanello, Oscar Belinetz, Gonzalo Vivanco, Leonardo Svagher, Carlos Díaz, Alejandro Matias Díaz, Fernando Gallo, Pablo Mingorance, Nehuen García, Kevin Lencina, Nicolás González, Jonathan Morán, Marcos Roseti, Mauricio Risso, Marcelo Bauza, Ricardo Piccinini.                                                                          |
| Uruguay        | 21  | Rubén Darío Silva, Lucas Sánchez Muniz, Fernando Rinaldi, Fernando Garrasino, Gustavo Benzano, Fernando Curutchet, Fernando Rocha, Franco Sosa, Mario Piñeyro, Marcos Martínez, Óscar Piston, Óscar Torlacoff, Carlos De Castro, Óscar Castro, Javier Guarino, Waldemar Acosta, Darío Ferreira, Álvaro García, Víctor Rafael García, Bernardo Long, Jonathan Souza.                                                         |
| Brasil         | 17  | Romario Da Silva, Paulo Barros, Israel Silva, Ze Carlos Bicerra, Mauricio Da Silva, Luiz Claudio De Oliveira, Marcelo Dos Santos, Alessandro Moresche, Antonio Martins Dos Santos, Valtencir Ribeiro, Iverton Paes, Germano Zielinski, Paulo Roberto, Léo Bahía, Leandro Barbosa, Juliano Rangel, Tomas Donizete De Souza.                                                                                                  |
| México         | 15  | Jesús López, Efraín Dimayuga, Diego González, Isarel Velásquez, Juan Carlos Silva, César Morales, Sergio Anaya, Alberto Vanderkam, Carlos Kamiani Félix, Ricardo Rocha, Brayan Martínez, Ulises Mendívil, Javier Orozco, Óscar Olvera, Rai Villa. |
| Colombia       | 9   | Juan Baena, Gustavo Betancur, Mauricio Copete, Juan Camilo García, Charles Córdoba, Jesús Arrieta, William Zapata, Wilber Rentería, Yilton Díaz. |
| El Salvador    | 9   | Jorge Suárez Landaverde, Mauricio Quintanilla, Luis Guevara Mora, Alexander Larín, Rolando Aguirre, David Rugamas, Dustin Corea, Odir Flores, Mauricio González. |
| Honduras       | 7   | Mariano Crisanto, Roger Salgado, Francisco Pavón, Abidán Solís, José Mendoza, Walter Martínez, Gerson Tinoco. |
| Estados Unidos | 6   | Aslinn Rodas, Alexis Méndez, Aldony Méndez, Edwin Rivas, José Andres Carranza, Jeffrey Payeras. |
| Panamá         | 5   | Brunet Hay Pino, Johnny Ruiz, Joseph Calderón, Manuel Móran, Harold Cummings. |
| Paraguay       | 4   | Orlando Moreira, Blas Díaz, Pedro Báez, Manuel Romero Galeano. |
| Chile          | 3   | Wilfredo Barrientos, Delfín Castañeda, Francisco Labraña. |
| Nicaragua      | 2   | Juan Barrera, Rolando Cedeño. |
| Canadá         | 1   | David Monsalve. |
| Bolivia        | 1   | Vladimir Castellón. |
| Perú           | 1   | Martín Dall'Orso. |
| Jamaica        | 1   | Nicholas Nelson. |
| Cuba           | 1   | Yasniel Matos. |
| Belice         | 1   | Selvin De León. |
| Ghana          | 1   | James Owusu-Ansah. |

- Los equipos guatemaltecos están limitados a tener en la plantilla un máximo de cuatro jugadores extranjeros. La lista incluye solo la principal nacionalidad de cada jugador, algunos jugadores extranjeros poseen la nacionalidad guatemalteca, con la cual pueden ser inscritos en el torneo a disputar.
- Claudio De Oliveira posee la doble nacionalidad guatemalteca y brasileña.
- Jesús López posee la doble nacionalidad mexicana y guatemalteca.

- = Lesión de larga duración.
- = Lesión de poca gravedad.
- = Canterano.

### Jugadores de Selección
| Selección | Categoría | # | Jugador(es)      |
| --------- | --------- | - | ---------------- |
| Guatemala | Absoluta  | 1 | William Cardoza. |

Nota: en negrita jugadores parte de la última convocatoria en la correspondiente categoría.

## Jugadores destacados

### Goleadores Históricos
| Jugador                | Goles |
| ---------------------- | ----- |
| Israel Silva           | 158   |
| Ramón Aparicio         | 104   |
| Haroldo Juárez         | 100   |
| René Morales           | 83    |
| Justo Rufino López     | 75    |
| Carlos Coyoy           | 58    |
| César Trujillo         | 57    |
| Juan Gildardo Reyes    | 52    |
| Johnny Cubero          | 51    |
| Sergio Anaya           | 51    |
| Jorge Morales          | 50    |
| Miguel Gustavo Pérez   | 39    |
| Carlos Eduardo Estrada | 35    |
| Sergio Morales         | 32    |
| Luis Martínez          | 30    |

### Jugadores Ganadores de Goleador del Torneo (1942-2024)
- Actualizado al 25 de noviembre de 2024

| Año                                    | Jugador             | Goles |
| -------------------------------------- | ------------------- | ----- |
| Liga Nacional de Guatemala 1967-68     | Juan Gildardo Reyes | 16    |
| Liga Nacional de Guatemala 1970-71     | René Morales        | 13    |
| Clausura 2001 Trofeo Juan Carlos Plata | César Trujillo      | 13    |
| Clausura 2004 Trofeo Juan Carlos Plata | Fernando Garrasino  | 13    |
| Clausura 2005 Trofeo Juan Carlos Plata | Israel Silva        | 12    |
| Apertura 2006 Trofeo Juan Carlos Plata | Israel Silva        | 14    |
| Apertura 2013 Trofeo Juan Carlos Plata | Israel Silva        | 13    |
| Apertura 2024 Trofeo Juan Carlos Plata | Rai Villa           | 9     |

### Jugadores Ganadores de Portero Menos Vencido (1942-2024)
| Año                                    | Jugador            |
| -------------------------------------- | ------------------ |
| Liga Nacional de Guatemala 1967/68     | Alexis Rivera      |
| Apertura 2004 Trofeo Josue Danny Ortiz | Fernando Patterson |
| Apertura 2009 Trofeo Josue Danny Ortiz | Fernando Patterson |
| Apertura 2015 Trofeo Josue Danny Ortiz | José Mendoza Posas |
| Clausura 2023 Trofeo Josue Danny Ortiz | José Calderón      |
| Apertura 2023 Trofeo Josue Danny Ortiz | José Calderón      |
| Apertura 2024 Trofeo Josue Danny Ortiz | José Calderón      |

## Entrenadores
Xelajú MC ha tenido distintos entrenadores a lo largo de su historia. Solamente seis han logrado ganar el campeonato de liga, tres costarricenses, un chileno, un uruguayo, un guatemalteco. Desde que el equipo subió nuevamente a la Liga Nacional de Fútbol de la República de Guatemala en la temporada oficial 2000, han pasado 16 entrenadores por la institución.

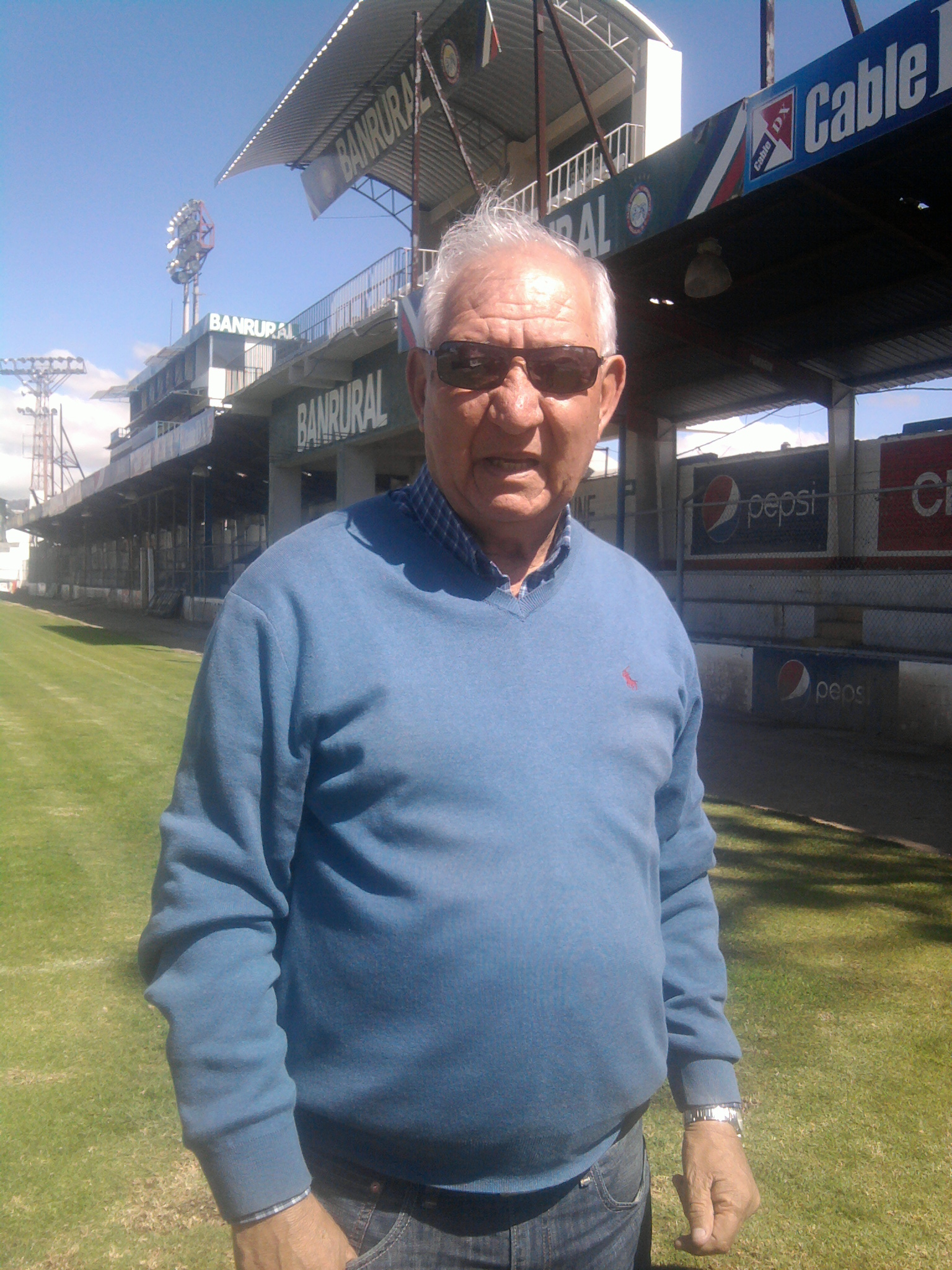
Carlos Daniel Jurado Roman, único entrenador dos veces Campeón con el Club Deportivo Xelajú M.C.; Campeón del Torneo Clausura 2007 de la Liga Nacional de Fútbol de la República de Guatemala y campeón de Copa en el Año 2011.

### Listado de entrenadores
| Entrenador                   | Temporada(s) |
| ---------------------------- | ------------ |
| Roberto Chaves Lizano        | 1962         |
| Aníbal Villagrán             | 1963         |
| Asisclo Sáenz                | 1963-64      |
| Ferenc Meszaros              | 1966         |
| Arnoldo Camposeco            | 1972-73      |
| Sergio Anaya                 | 1979         |
| Carlos Javier Mascaró        | 1980         |
| Orlando de León              | 1981         |
| Lorenzo Ausina Tur           | 1985         |
| Marvin Rodríguez             | 1996         |
| Walter Claverí               | 2000         |
| Camilo Aguilar               | 2001         |
| Antonio Archila              | 2002         |
| Julio César Antúnez          | 2003         |
| Walter Claverí               | 2003         |
| Edwin Pavón                  | 2004-2005    |
| Luiz Da Costa                | 2005-2006    |
| Gabriel Castillo             | 2006-2007    |
| Carlos Jurado                | 2007-2008    |
| Gabriel Castillo             | 2008-2009    |
| Héctor Citán (*)             | 2009         |
| Alberto Jorge                | 2009 - 2010  |
| Horacio Cordero              | 2010         |
| Francisco Lobato             | 2010         |
| Gustavo Adolfo Cifuentes (*) | 2010         |
| Carlos Jurado                | 2010         |
| Hernán Medford               | 2011-2013    |
| Saúl Rivero                  | 2013         |
| Gustavo Adolfo Cifuentes (*) | 2013         |
| Héctor Julián Trujillo       | 2013-2014    |
| Carlos Jurado(*)             | 2014         |
| Nahúm Espinoza               | 2015         |
| Hernán Medford               | 2015         |
| Carlos Jurado (*)            | 2016         |
| Rafael Loredo                | 2016         |
| Rónald Gómez                 | 2016-2018    |
| Walter Claverí               | 2018         |
| Ramiro Cepeda                | 2018-2019    |
| Walter Horacio González      | 2019         |
| Sergio Egea                  | 2019         |
| Walter Claverí               | 2020         |
| Antonio Morales (*)          | 2020-2021    |
| Gustavo Machaín              | 2021         |
| Antonio Morales              | 2021         |
| Irving Rubirosa              | 2021-2022    |
| Amarini Villatoro            | 2022-Act.    |

(*) Entrenador interino.

### Entrenadores con palmarés
| Entrenador               | Temporada                   | Palmarés                          |
| ------------------------ | --------------------------- | --------------------------------- |
| Roberto Chaves Lizano    | 1961-1962                   | 1 Liga Nacional                   |
| Aníbal Villagrán         | 1962-1963                   | 1 Copa 1 Copa de Campeones        |
| Arnoldo Camposeco        | 1972-1973                   | 1 Torneo de Copa                  |
| Sergio Anaya             | 1978-1979                   | 1 Primera División de Guatemala   |
| Javier Mascaró           | 1980-1981                   | 1 Liga Nacional                   |
| Marvin Rodríguez         | 1995-1996                   | 1 Liga Nacional                   |
| Walter Claverí           | 1999-2000                   | 1 Primera División de Guatemala   |
| Carlos Jurado            | Clausura 2007 2010-2011     | 1 Liga Nacional 1 Copa Centenario |
| Hernán Medford           | Clausura 2012               | 1 Liga Nacional                   |
| Marvin Amarini Villatoro | Clausura 2023 Apertura 2024 | 1 Liga Nacional 2 Liga Nacional   |

## Sección Femenina
En el año 2022, la junta directiva comenzó las gestiones para adquirir los derechos deportivos del Club Femenino Deportivo Xela, culminando las mismas a principios de 2023, con ambas instituciones llegando a un acuerdo, dando como resultado que por primera vez la institución Quetzalteca contara con representante en la Liga Femenina a partir del Torneo Clausura 2023.
Después de oficializarse la absorción, el equipo femenino comenzó a utilizar tanto el nombre, uniforme como el escudo del Xelajú MC, sin perder la historia que había realizado con el antiguo nombre, por lo que al escudo se le agregaron tres lunas que conmemoran los títulos obtenidos.

## Rivalidades
Los rivales tradicionales del cuadro altense son:
- Comunicaciones, club con el que ha disputado partidos tanto de Liga como de Copa, incluso partidos por el título.
- Municipal, club con el que ha disputado partidos tanto de Liga como de Copa, incluso partidos por el título.
- Deportivo Suchitepéquez, club con el cual disputaba el Clásico del Suroccidente uno de los partidos más esperados dentro de la Liga Nacional, disputado desde 1966 hasta 2018.
- Deportivo Marquense, club con el cual disputaba el Clásico de Occidente, cuyo enfrentamiento en la final del Torneo Clausura 2007 definió el título por primera vez entre equipos departamentales, saliendo vencedor el equipo quetzalteco.
- Deportivo Coatepeque, En el Torneo Apertura 2013 con el ascenso a liga mayor del cuadro coatepecano se disputaba el Derbi de Quetzaltenango.
- Antigua GFC, club del cual dio nacimiento el Clasico de los departamentales, cuyo enfrentamiento en la final del Torneo Clausura 2023 definió la lucha por el equipo departamental mas ganador de Guatemala, saliendo vencedor el equipo de la segunda ciudad más importante del país.

## Alianzas con Impacto cultural
Su principal aliado del cuadro altense es el Deportivo San Pedro de la ciudad de San Pedro Sacatepéquez, San Marcos, de la cual a raíz de su rivalidad con Deportivo Marquense, surgió la alianza con la institución representativa del Valle de la Esmeralda, tanto deportiva como cultural.
También en 2025 la afición altense hizo alianza con seguidores del Marathon de San Pedro Sula, Honduras y el Club Deportivo Águila de El Salvador, producto de la gran amistad de dichos aficionados previo a su encuentro frente al Club Deportivo Hércules de El Salvador, producto de la participación de los altenses en la Copa Centroamericana de Concacaf en 2025.

## Afición
Una de los principales fortalezas del club Xelajú MC es el respaldo de su afición, Los Super Chivos en la última década son los que han llevado más público a su estadio, por lo que su afición es la que más recauda en taquilla en torneos cortos, ya que el Estadio Mario Camposeco registra los mejores ingresos de público en cada jornada cuando el Xelajú MC juega de local.
Por la cantidad de aficionados que asisten al estadio para apoyar a Los Super Chivos, ellos se consideran una de las aficiones más grandes de Centroamérica y se comparan con las aficiones de Saprissa y Alajuelense de Costa Rica.
Una de las características más típicas en la afición lanuda, es la forma de cantar la Luna de Xelajú, tema considerado como himno de Quetzaltenango.

### Afición Anti-Xelajú
El hecho de que el cuadro quetzalteco tiene mayor número de espectadores, también hace ver en temas de impacto cultural el resentimiento deportivo hacia el cuadro altense, claros ejemplos las aficiones de Comunicaciones, Municipal, Antigua GFC, Marquense, Suchitepéquez, Juventud Retalteca, Malacateco, Zacapa, y muchas otras aficiones, asi como de Coatepeque y el más reciente Cobán Imperial, esto ha conllevado a que el cuadro altense sea catalogado como uno de los clubes mas odiados de toda Guatemala, asi como en muchas partes de Centroamérica, sobretodo con aficionados del Club Deportivo FAS de El Salvador y el Olimpia de Honduras.

## Uniforme
Los colores que porta el equipo en su uniforme fueron tomados de la bandera del Sexto Estado de los Altos (Ciudad de Quetzaltenango).
- Uniforme titular: Camisola roja con líneas horizontales de color azul y blanco, pantaloneta azul, medias rojas.
- Uniforme alternativo: Camisola blanca, mangas azules con borde rojo, pantaloneta azul, medias azules.

Tradicionalmente en la camisola titular utiliza la franja diagonal azul y blanco.

### Evolución
- Estos son los uniformes los que Xelajú MC ha usado a lo largo de su historia.
- Cronología del diseño

| Campeón 1962 | Campeón 1980 | Campeón 1996 | Campeón Clausura 2007 | Temporada 2007/2008 | Campeón Clausura 2012 | Temporada 2014/2015 | Temporada 2016/2017 | 75.º Aniversario | Temporada 2017/2018 | 77.º Aniversario |
|              |              |              |                       |                     |                       |                     |                     |                  |                     |                  |

### Marcas y Patrocinios
| Período(s)    | Proveedor   |
| ------------- | ----------- |
| 1987 - 1995   | Vicgar      |
| 1995 - 1996   | Lotto       |
| 1996 - 1998   | Vicgar      |
| 1998 - 1999   | Puma        |
| 1999 - 2001   | Uniformes   |
| 2001 - 2002   | MR          |
| 2002 - 2005   | Do More     |
| 2005 - 2009   | Joma        |
| 2009 - 2010   | Retto       |
| 2010 - 2013   | MR          |
| 2013 - 2015   | Reto Sports |
| 2015 - 2017   | MR          |
| 2017 - 2018   | Silver      |
| 2018-2023     | MR          |
| 2023-presente | Kelme       |

| Patrocinadores Actuales |
| --- |
| Kelme Banrural, Shell, Tigo, Pepsi, Gatorade, Domino's Pizza, Elektra, Municipalidad de Quetzaltenango, Betcris, Centro Comercial Paseo Las Américas, Argivit, Z Gas, Spirit Computación, Colegio Liceo San Luis, El Zeppelin, Futeca Gym, J.A Vásquez, Crest, Ekipment S.A, Pinulito, Inumbia Sport, Centro Médico Santo Domingo, Librería San Miguel, XelaBus, Farmacias Batres, Olympia, Adarle, Clínica Dental Sonrie, AS Talentix, Fri, Grupo Don Ramy, Cemento Regional, Blocasa, Forza, Anfora, Xelapan. |

| Patrocinadores Anteriores |
| --- |
| , Coca-Cola, Claro, Canal 3, Lai Lai, CELCO, Lotería del Niño, Gallo, Cable DX (Hasta ahora empresa perteneciente a Tigo), Ffacsa, Stereo 100, El Quetzalteco, Olmeca, Agrícola VerdeAzul, Banco Reformador, Farmacias Batres, Lubricantes Kendall, ADN, Bancos Metropolitano y Promotor, Contraem, Siglo 104, La Red 106.1 FM, Nube Blanca, Banco de Comercio |

## Escudo
El escudo del club es de forma circular, tiene escritas en letras blancas el nombre del equipo alrededor de la circunferencia, en el centro tiene un chivo y el fondo es una pelota de fútbol de color amarillo. Por cada título que obtiene el club, se agrega una Luna al escudo.

## Estadio
El Estadio Mario Camposeco, fue fundado el 25 de agosto de 1950, se diseñó para obras escolares, fue creado por el presidente Juan José Arévalo Bermejo. En el año de 1951 el estadio tomó el nombre con el que se le conoce actualmente. Su aforo actual es de 13 000 personas gracias a la ampliación que se le realizó en 2005. El estadio le pertenece a la Municipalidad de Quetzaltenango, sin embargo recientemente le cedieron los derechos al club para que lo administren durante 20 años.

### Infraestructura
El graderío de la curva norte, la preferencia y la tribuna están construidas de bloques de piedra volcánica, cuenta con una pequeña tribuna y alumbrado para juegos nocturnos, cabina aérea para radio y televisión.
Al inaugurarse el estadio Mario Camposeco, las especificaciones eran las siguientes:
- Área: 12.612.50 Metros cuadrados.
- Ala Oriente: Gramilla de fútbol, pista de 400 metros planos.
- Costado Norte: Fosas para Salto de altura, largo y triple salto.
- Costado Sur: Patios de Lanzamiento.
- Capacidad (para 1950): 15,000 espectadores.
- Subterráneo: Para pasar independiente del lugar destinado para el público.
- Ala NorteOriente:
- Piscina de Natación: Largo 25 metros, ancho 10 metros, profundidad escalonada 1.60 a 1.25 metros (capacidad de la piscina 200,000 Galones, Agua Provisional de la alcaldía municipal, agua propia de pozo).
- Vestidores: Ala Oriente 6 vestidores, baño y servicios sanitarios para deportistas, servicios sanitarios para público en general.
- Ala Sur: Taquilla y jardines.
- Ala Sur-Oriente: Pista de basquetball, softbol y tenis.
- Puertas de entrada: 6 puertas de reja.
- Salida: por tres calles.

Posteriormente al popularizarse el Club Xelajú, en años posteriores fue modificándose el estadio para su uso exclusivo en Fútbol, eliminándose así la pista de 400 metros planos, también denominándose solo como Estadio Mario Camposeco, teniendo capacidad para 7,000 aficionados.
En 1999 se remodeló el estadio, teniendo como principal objetivo la mejora del terreno de juego así como la introducción de drenaje tipo francés para la absorción del agua, en caso de partidos que se llevaran a cabo durante la lluvia, tiempo después se le introdujeron cuatro torres de iluminación para partidos nocturnos.
en 2005 se realizó la ampliación a los graderíos, especialmente del lado sur, aumentando la capacidad a 11,226 aficionados. En 2012 se mejoró el sistema de iluminación para poder disputar la edición de la Concacaf Liga Campeones 2012-13.

## Datos del club
- Temporadas en Liga Nacional: 59.
- Temporadas en Primera División: 3 (1978, 1992, 1999/00).
- Mayor goleada conseguida:
  - En campeonatos nacionales:  8-1 a Deportivo Jalapa (Apertura 2005).
  - En torneos internacionales: 6-0 a Vida (Copa de Campeones de la Concacaf 1963).
- Mayor goleada encajada:.
  - En campeonatos nacionales:  8-1 de Izabal JC (Liga 1991-92).
  - En torneos internacionales: 4-1 de Racing Club Haitien (Copa de Campeones de la Concacaf 1963).
- Mejor puesto en la liga: 1.º (1962, 1980, 1996, 2007, 2012, 2023).
- Peor puesto en la liga: 12.º (1992).
- Racha de Juegos sin perder en Liga Nacional: 15 juegos sin perder (Liga 1961/1962).
- Máximo goleador: Israel Silva (149 goles).
- Máximo anotador en un partido de Liga: Haroldo Juárez Mancilla (5 goles), 5-1 a Quiché (Liga 1959/1960).

## Palmarés

### Torneos Nacionales
- Liga Nacional de Guatemala (7): 1962, 1980, 1996, Clausura 2007, Clausura 2012,  Clausura 2023,  Apertura 2024.[28]
- Copa de Guatemala: (4) 1961-62, 1963, 1973, 2011.[29]
- Copa Campeón de Campeones (1): 1963.
- Primera División (3): 1957, 1979, 2000.
- Subcampeón de la Liga Nacional (5): 1964, 1966, 1981, 2010,  2018.
- Subcampeón de Copa (2): 1995, 2005.
- Subcampeón de Copa Campeón de Campeones (3): 1977, 1980, 1996.

### Torneos Regionales
- Campeón Copa Interligas (3): 2014,  2016,  2017.
- Campeón Copa Gumarcaah (1): 2019.

### Torneos internacionales
- Subcampeón de la Copa Fraternidad Centroamericana (1): 1982.[30]
- Campeón Copa Reto (2): 2014, 2015